# Salix fursaevii
Salix fursaevii är en videväxtart som beskrevs av Evgenij Vladimirovich Mavrodiev. Salix fursaevii ingår i släktet viden, och familjen videväxter. Inga underarter finns listade i Catalogue of Life.